# كيريل كيلموف
كيريل كيلموف (بالروسية: Климов, Кирилл Валерьевич)‏ هو لاعب كرة قدم روسي في مركز الهجوم، ولد في 30 يناير 2001 في أوريول في روسيا. لعب مع روبين قازان.

## وصلات خارجية
- كيريل كيلموف على موقع قاعدة بيانات كرة القدم.إي يو (الإنجليزية)
- كيريل كيلموف على موقع Soccerway.com (الإنجليزية)
- كيريل كيلموف على موقع عالم كرة القدم.نت (الإنجليزية)